# Aristídis Moraïtínis
Aristídis Moraïtínis (en grec moderne : Αριστείδης Μοραïτίνης) est un homme d'État grec né en 1806 à Smyrne et décédé en 1875 à Athènes.
Il est Premier ministre de Grèce pendant quelques semaines en février 1863, pendant la vacance du trône (entre le coup d'État contre le roi Othon Ier de Grèce et l'arrivée au pouvoir de Georges Ier de Grèce).
Aristídis Moraïtínis est Premier ministre une seconde fois durant un peu plus d'un mois en 1868.